# District de Baden (Argovie)
Pour les articles homonymes, voir Baden.
Le district de Baden est un district du canton d'Argovie en Suisse. Le chef-lieu est Baden et la plus grande commune est Wettingen.
Le district compte 25 communes (en 2024) réparties sur 153,07 km2 et une population de 149 093 habitants (en 2022).

## Communes

Évolution du nombre d'habitants.

| Nom             | N° OFS | Population (décembre 2022) |
| --------------- | ------ | -------------------------- |
| Baden           | 4021   | +019 839,                  |
| Bellikon        | 4022   | +001 571,                  |
| Bergdietikon    | 4023   | +002 938,                  |
| Birmenstorf     | 4024   | +003 010,                  |
| Ehrendingen     | 4049   | +004 827,                  |
| Ennetbaden      | 4026   | +003 613,                  |
| Fislisbach      | 4027   | +005 984,                  |
| Freienwil       | 4028   | +001 102,                  |
| Gebenstorf      | 4029   | +005 665,                  |
| Killwangen      | 4030   | +002 072,                  |
| Künten          | 4031   | +001 888,                  |
| Mägenwil        | 4032   | +002 194,                  |
| Mellingen       | 4033   | +006 019,                  |
| Neuenhof        | 4034   | +008 972,                  |
| Niederrohrdorf  | 4035   | +004 498,                  |
| Oberrohrdorf    | 4037   | +004 165,                  |
| Obersiggenthal  | 4038   | +008 782,                  |
| Remetschwil     | 4039   | +002 070,                  |
| Spreitenbach    | 4040   | +012 322,                  |
| Stetten         | 4041   | +002 420,                  |
| Untersiggenthal | 4044   | +007 486,                  |
| Wettingen       | 4045   | +021 094,                  |
| Wohlenschwil    | 4046   | +001 820,                  |
| Würenlingen     | 4047   | +005 005,                  |
| Würenlos        | 4048   | +006 727,                  |
| Total           | Total  | +149 093,                  |